# Curt von Pavel
Pour les articles homonymes, voir Pavel (homonymie).
Hans Karl Georg Curt Pavel, depuis 1913 von Pavel, (né le 19 mai 1851 à Tscheschen, arrondissement de Wohlau (de) et mort le 17 janvier 1933 à Berlin) est un général d'infanterie prussien et de 1901 à 1903 commandant de la troupe de protection du Kamerun.

## Biographie

### Origine
Curt est le fils de Johann Rudolph Pavel (1822-1876), seigneur de Tscheschen (1840-1851), Mangschütz et Neusorge (à partir de 1851) et de son épouse Anna Henriette Mathilde, née von Schweinichen (de) (1827-1905). Son frère Max von Pavel (1849-1938) devient lieutenant général prussien.

### Carrière militaire
Après l'école des cadets, Pavel s'engage le 7 avril 1868 dans le 38e régiment de fusiliers de l'armée prussienne en tant que Portepeefähnrich caractérisé. Il y est promu sous-lieutenant le 15 janvier 1870 et participe à la guerre contre la France en 1870/71. En 1878, il devient premier lieutenant, en 1885 capitaine et commandant de compagnie et en 1894 major. En 1895, il prend le commandement du 4e bataillon du 56e régiment d'infanterie. En 1900, il est affecté comme lieutenant-colonel à l'état-major du 116e régiment d'infanterie (de) à Gießen.

#### Cameroun

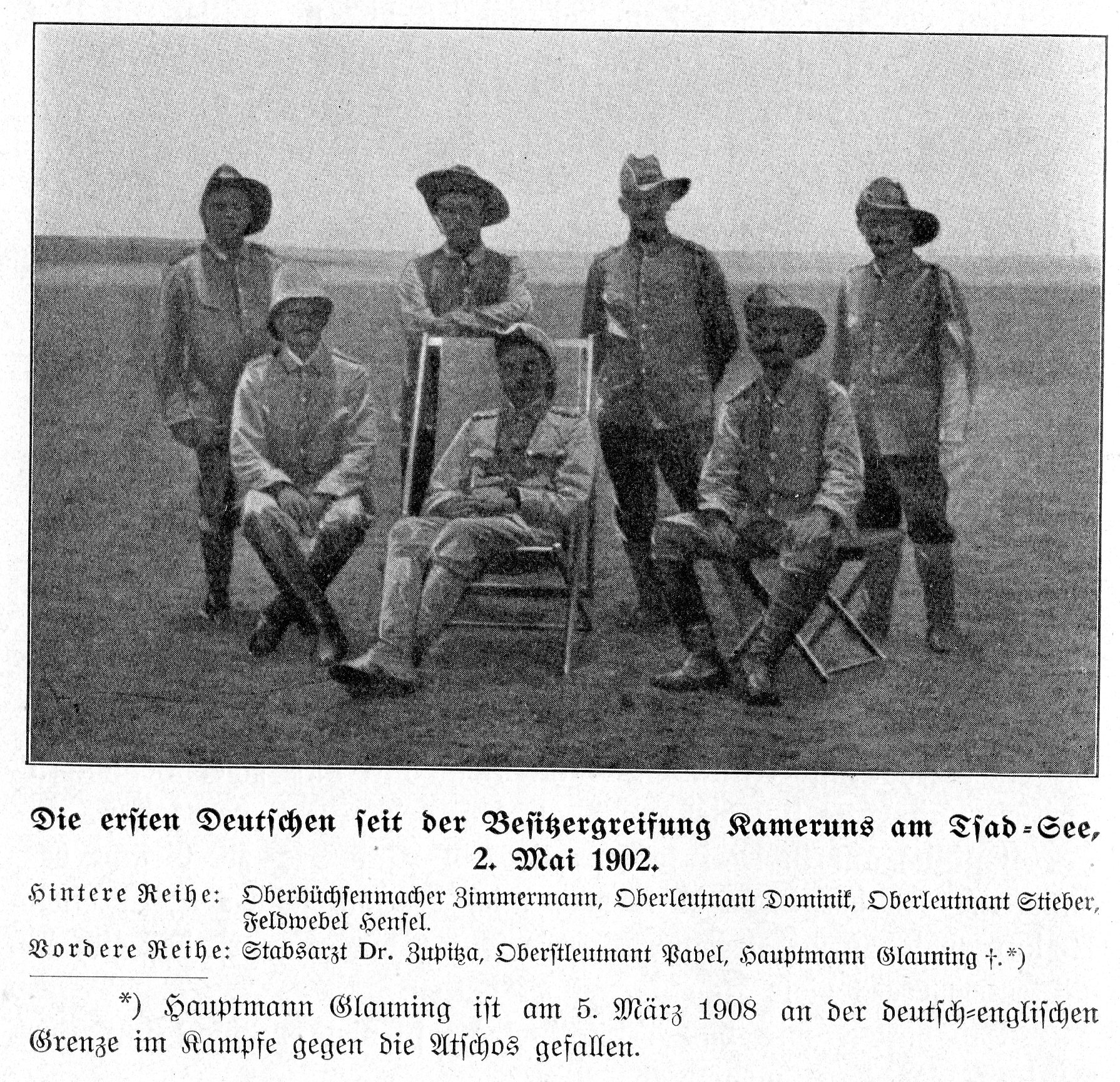
Pavel en tant que chef de l'expédition du Commandement de la troupe de protection du Cameroun sur le lac Tchad, 1902 (première rangée, deuxième à partir de la gauche).

Pavel est nommé commandant de la troupe de protection au Cameroun en mai 1901. En novembre 1901, il dirige les opérations contre Ngwe, Bafut (guerres du Bafut) et Mankon (2e expédition de Ngwe), à laquelle il rejoint une expédition à Banjo et au lac Tchad sans être mandaté par le gouverneur. Dans le cadre de cette mesure, il place les sultanats du Mandara, du Bornu, des États de Kotoko (de) et des Arabes choua sous la « protection » allemande et remplace la garnison française provisoire de la région du lac Tchad (de) par son corps expéditionnaire. Comme il agit contrairement aux instructions expresses du gouverneur Jesko von Puttkamer, il est mis en congé et rappelé du Cameroun.
Les différends de Pavel avec le gouverneur marquent un point culminant dans le conflit entre l'administration civile et l'armée qui couve au Cameroun pendant la période coloniale allemande. En fin de compte, l'occupation de l'extrême nord de la colonie - vivement critiquée par Puttkamer mais réclamée avec véhémence par le lobby militaire et économique colonial du Reich - est essentiellement l'œuvre de Pavel, bien que grâce à la destruction de l'Émirat de l'Adamaoua par les Britanniques et la victoire française sur l'usurpateur Rabah, ne rencontre que peu de résistance au sein de la population et se déroule en grande partie sans affrontements violents. Pavel peut poursuivre sa carrière malgré sa franche opposition et grâce au soutien du département colonial.

#### Retour et Première Guerre mondiale
Après son retour dans l'armée prussienne en 1903, il est nommé commandant du 142e régiment d'infanterie. En 1907, il est promu général de division et nommé commandant de la 60e brigade d'infanterie. En cette qualité, Pavel reçoit en janvier 1910, à l'occasion de la fête de l'ordre, l'étoile de l'ordre de la Couronne de 2e classe. Le 22 mars 1910, il est promu lieutenant général et commande brièvement la 31e division d'infanterie jusqu'au 24 avril, avant de prendre en charge la 39e division d'infanterie à Colmar en Alsace. Récompensé de l'étoile de l'ordre de l'Aigle rouge de 2e classe avec des feuilles de chêne et des épées sur des anneaux, Pavel est renvoyé en approbation de sa démission le 9 mars 1912 avec la pension légale à disposition.
Avec son frère Max, Pavel est élevé à la noblesse prussienne héréditaire le 16 juin 1913.
Au début de la Première Guerre mondiale, Pavel est réaffecté comme officier de réserve et commande la 28e division de réserve sur le front occidental. La grande unité y est déployée d'abord dans les Vosges, puis en Lorraine française, et à la mi-septembre 1914, elle est transférée dans la région à l'ouest de Saint-Quentin sur la Somme, où elle est restée pendant les années suivantes dans la guerre de tranchées, qui entraîné des pertes. Pavel reçoit le 27 janvier 1915 le caractère de général d'infanterie et commande dans la région à l'ouest de Bapaume jusqu'au 3 janvier 1916.

### Famille
Pavel est marié depuis le 16 octobre 1892 avec Magdalene von Olearius (1859–1941), fille de l'administrateur de l'arrondissement de Reichenbach Cäsar Olearius (de). Le couple a plusieurs enfants :
- Ilse (née en 1885)

mariée en 1912 avec Ludwig Holzach († 1917), marchand, tué sur le Chemin des Dames
mariée en 1923 avec Otto Wirth, professeur
- Harry (1886-1914), lieutenant prussien, tué au Donon
- Manfred (né en 1892), marchand
- Rudolf (1893-1915), lieutenant prussien, tué à Carency